# فرانکو د رزا
فرانکو دِ رُزا (ایتالیایی: Franco De Rosa؛ زادهٔ ۱۶ ژوئیهٔ ۱۹۴۴) بازیگر اهل ایتالیا است.
از فیلم‌هایی که وی در آن نقش داشته‌است، می‌توان به یانکی اشاره کرد.